# أستريكس في الألعاب الأولمبية
أستريكس في الألعاب الأولمبية (بالفرنسية:  Astérix aux Jeux olympiques)‏ هو فيلم فنتازيا كوميدي فرنسي من بطولة جيرارد ديبارديو، كلوفيس كورنيلاك، بينويت بولفوردي، جان بيير كاسل وألان ديلون، صدر الفيلم في 13 يناير 2008.

## وصلات خارجية
- أستريكس في الألعاب الأولمبية على موقع IMDb (الإنجليزية)
- أستريكس في الألعاب الأولمبية على موقع روتن توميتوز (الإنجليزية)
- أستريكس في الألعاب الأولمبية على موقع نتفليكس (الإنجليزية)
- أستريكس في الألعاب الأولمبية على موقع ألو سيني (الفرنسية)
- أستريكس في الألعاب الأولمبية على موقع Turner Classic Movies (الإنجليزية)
- أستريكس في الألعاب الأولمبية على موقع أول موفي (الإنجليزية)
- أستريكس في الألعاب الأولمبية على موقع فيلمافينيتي (الإسبانية)
- أستريكس في الألعاب الأولمبية على موقع قاعدة بيانات الأفلام السويدية (السويدية)
- أستريكس في الألعاب الأولمبية على موقع قاعدة بيانات الفيلم (الإنجليزية)
- أستريكس في الألعاب الأولمبية على موقع ليتربوكسد (الإنجليزية)